# 더 파이널 걸스
더 파이널 걸스(The Final Girls)는 미국에서 제작된 토드 스트라우스-슐슨 감독의 2015년 코미디, 공포 영화이다. 타이사 파미가 등이 주연으로 출연하였다.

## 출연

### 주연
- 타이사 파미가
- 니나 도브레브
- 말린 애커맨
- 아담 드바인

### 조연
- 알렉산더 루드윅
- 앨리아 쇼캣
- 아담 드바인
- 클로에 브릿지
- 토머스 미들디치
- 안젤라 트림버
- 코리 하트
- 데이브 랜돌프-메이헴 데이비스
- 재키 터틀
- 로렌 그로스
- 브라이스 로메로